# 1954 en musique classique
| \| • Retour à la chronologie générale de la musique classique • \| |
| Grèce • Rome • Haut Moyen Âge • VIIIe siècle • IXe siècle • Xe siècle • XIe siècle XIIe siècle • XIIIe siècle • XIVe siècle • XVe siècle • XVIe siècle • XVIIe siècle XVIIIe siècle • XIXe siècle • XXe siècle • XXIe siècle |
| • Retour à la chronologie générale de la musique classique • |

| Années en musique classique : 1951 - 1952 - 1953 - 1954 - 1955 - 1956 - 1957    |
| Décennies en musique classique : 1920 - 1930 - 1940 - 1950 - 1960 - 1970 - 1980 |

## Événements

### Créations
- 12 février : La Fleur de pierre, ballet de Prokofiev, créé au Bolchoï de Moscou sous la direction de Urij Fajer (en).
- 13 mars : le Concerto pour piano, de Cristóbal Halffter, créé à Madrid.
- 29 avril : l'oratorio La Chanson du mal-aimé, de Léo Ferré, créé à Monaco.
- 1er juin : David, opéra de Darius Milhaud, créé en version concert et en hébreu à Jérusalem.
- 18 juillet : le Quatuor à cordes no 4, d'Ernest Bloch, créé par le Quatuor Griller au Wigmore Hall à Londres.
- 20 juillet : Les Caprices de Marianne, opéra en 2 actes d'Henri Sauguet, créé au Festival d'Aix-en-Provence.
- 21 juillet : Gaëtane Prouvost, violoniste française
- Août : Klavierstücke de Karlheinz Stockhausen, créés au festival de Darmstadt par la pianiste Marcelle Mercenier.
- 14 septembre : The Turn of the Screw, opéra de Benjamin Britten, créé durant la Biennale de Venise.
- 14 octobre : Création à Boston par le Ballet russe de Monte-Carlo de Harold en Italie, sur une chorégraphie de Léonide Massine.
- 26 novembre : le Concerto pour orchestre de Witold Lutosławski, écrit à l'initiative du directeur artistique de l'Orchestre philharmonique de Varsovie, Witold Rowicki, auquel il est dédicacé, créé à Varsovie.
- 2 décembre : Déserts d'Edgard Varèse est exécuté à Paris.
- 3 décembre : Troilus and Cressida, opéra de William Walton, créé au Covent Garden à Londres sous la direction de Malcolm Sargent.
- décembre : la Symphonie no 3, de Carlos Chávez, créée à Caracas par l'orchestre symphonique du Venezuela.

#### Date indéterminée
- Création du ballet Spartacus d’Aram Khatchatourian à Moscou.
- Création du chœur mixte allemand Gächinger Kantorei par Helmuth Rilling.
- Le Münchener Bach-Chor sous la direction de Karl Richter prend son nom.
- Création de l'orchestre Cappella Coloniensis à Cologne.
- Création du Concours international de musique Maria Canals à Barcelone.
- Fondation de l'Ensemble vocal Stéphane Caillat.

### Autres
- 1er janvier : concert du nouvel an de l'orchestre philharmonique de Vienne au Musikverein, dirigé par Clement Kraus.

## Prix
- Miguel Farré Mallofré obtient le 1er prix de piano du Concours international de musique Maria-Canals.
- Philipp Jarnach reçoit le Prix Bach de la Ville libre et hanséatique de Hambourg.
- Josef Matthias Hauer reçoit le Prix de la ville de Vienne de musique.

## Naissances

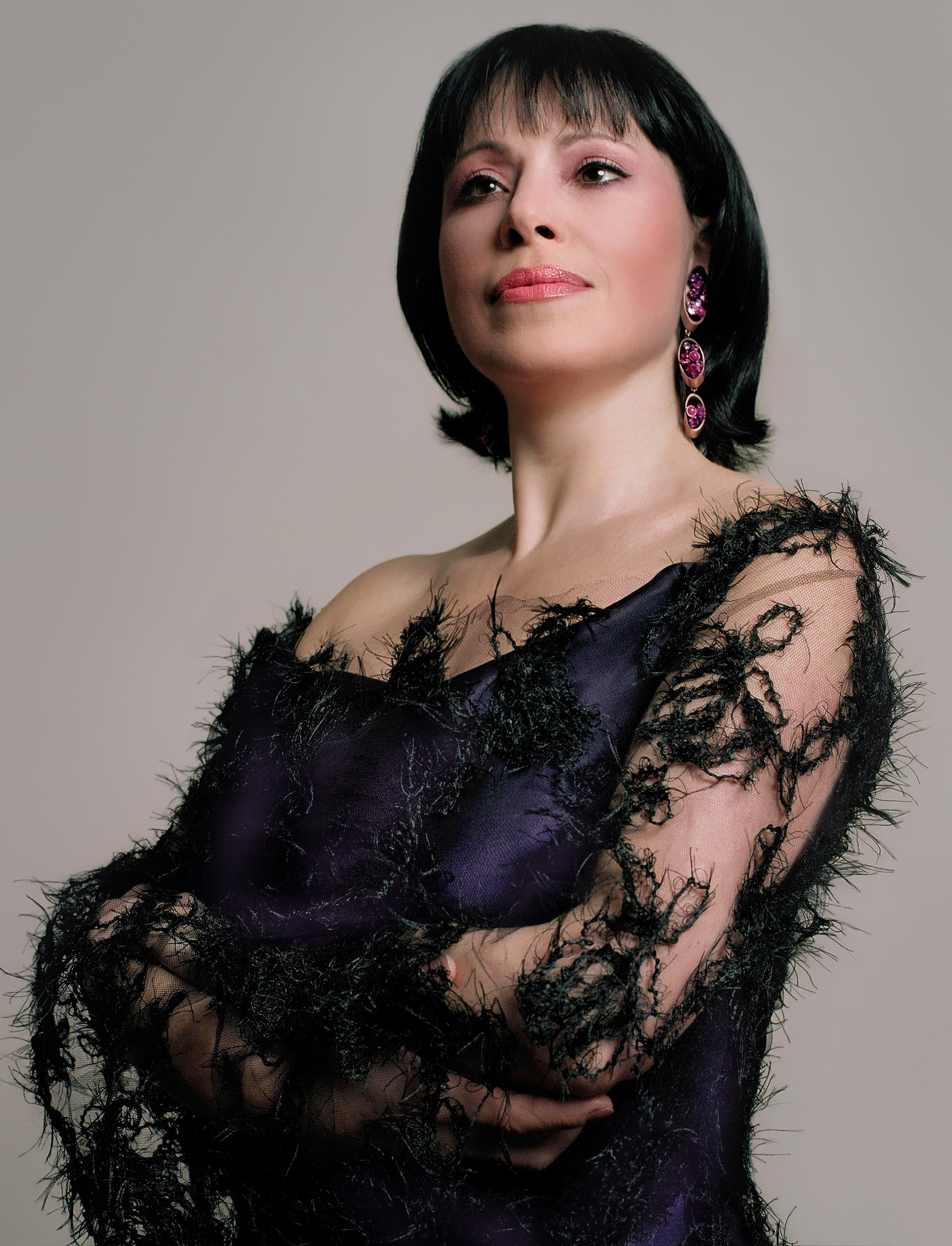
Inese Galante

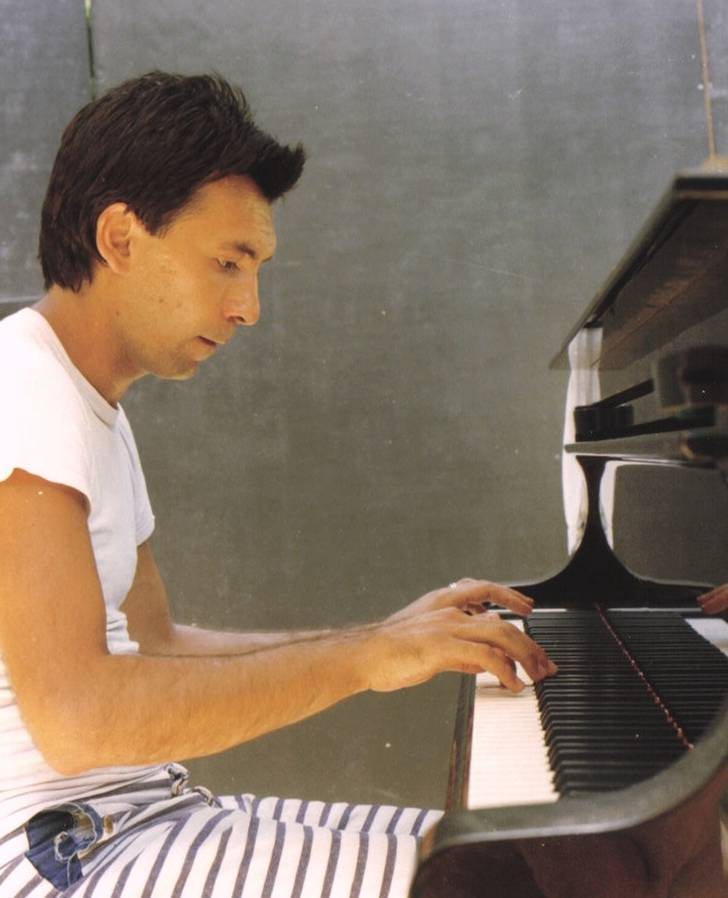
Youri Egorov

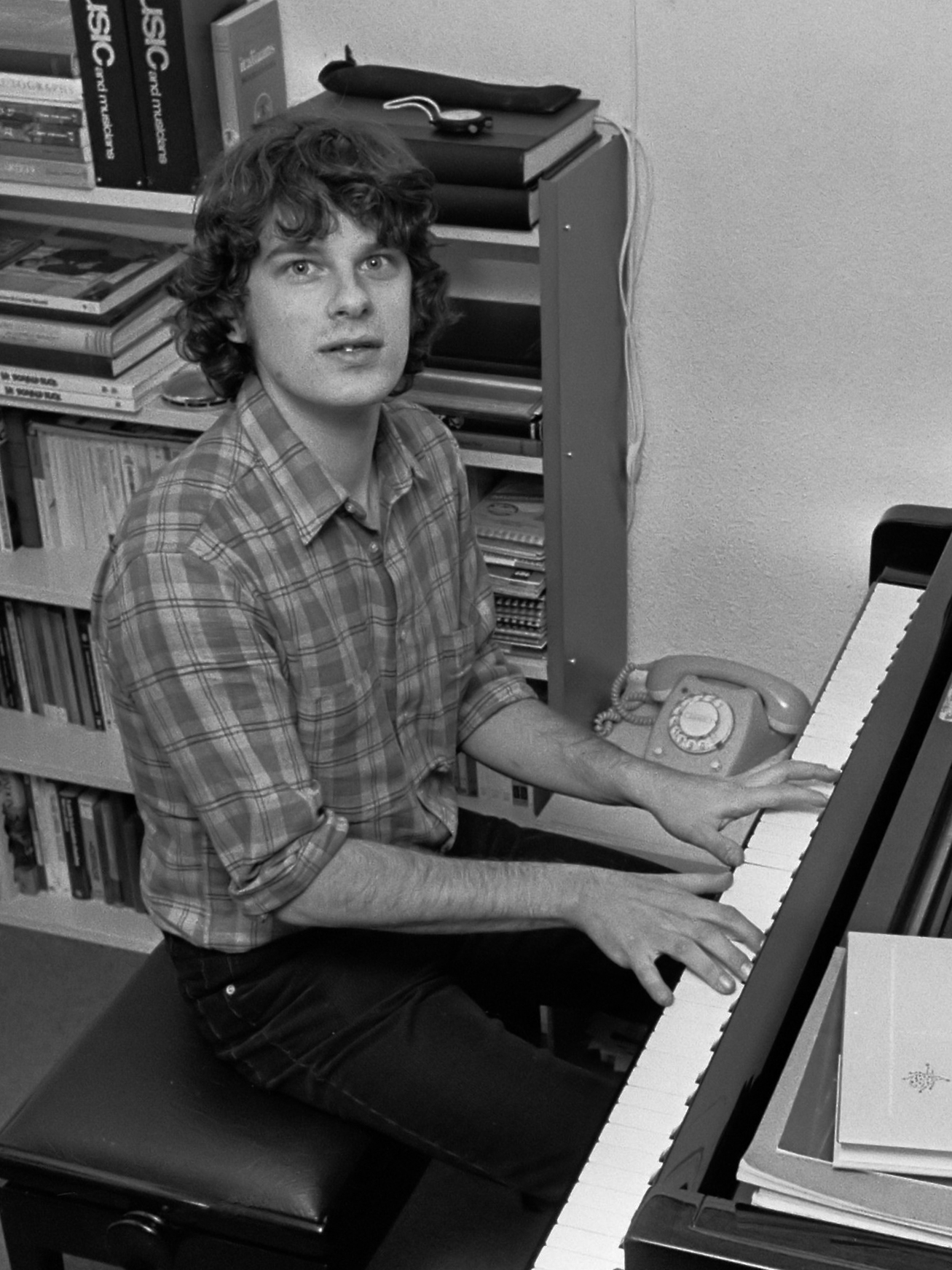
Ronald Brautigam

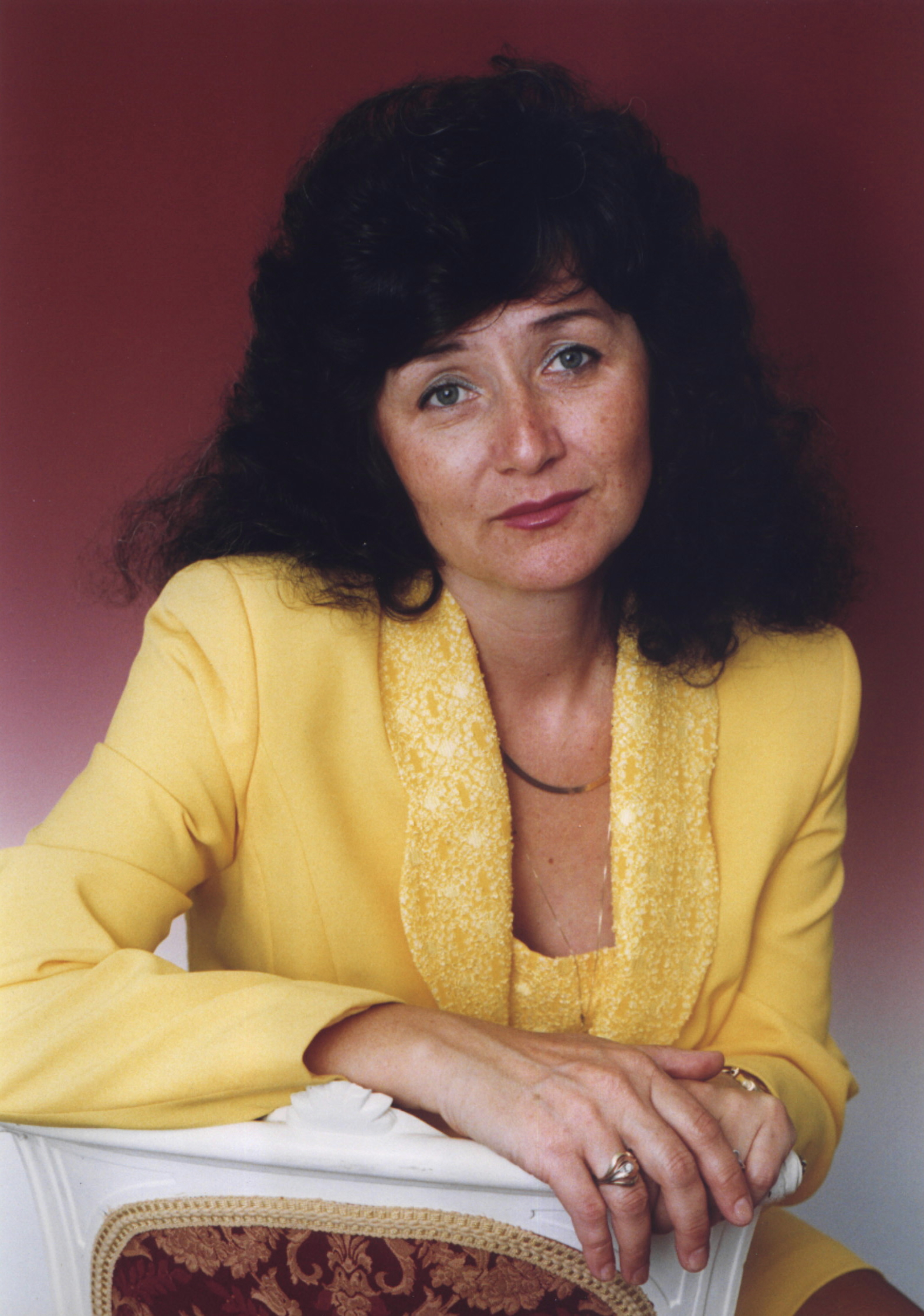
Sylvie Bodorová

- 3 janvier : John Woolrich, compositeur britannique.
- 4 janvier : Peter Seiffert, ténor allemand († 14 avril 2025).
- 8 janvier : Robert Woolley, claveciniste, organiste et pianofortiste britannique.
- 15 janvier : Tamiya Kuriyama, metteur en scène de théâtre, d'opéra et de comédie musicale japonais.
- 25 janvier : Jan Sandström, compositeur suédois.
- 2 février : Paul O'Dette, luthiste, chef d'orchestre et chercheur en musicologie américain.
- 4 février : Michel Becquet, tromboniste et professeur de musique français.
- 9 février : Cyril Huvé, pianiste français.
- 16 février : Pierre Roullier, flûtiste et chef d'orchestre français.
- 19 février : Dominique Probst, compositeur et percussionniste français.
- 20 février : François Kerdoncuff, pianiste français († 12 septembre 2024).
- 23 février : Benedict Mason, compositeur britannique.
- 25 février : Andrew Marriner, clarinettiste britannique.
- 27 février : JoAnn Falletta, chef d'orchestre américaine.
- 28 février : Alain Crepin, musicien belge.
- 1er mars : Lorraine Hunt-Lieberson, mezzo-soprano américaine.
- 3 mars : Arturo Rodas, compositeur équatorien naturalisé français.
- 5 mars : Marc Giacone, organiste, improvisateur et compositeur monégasque.
- 12 mars : Inese Galante, soprano lettonne.
- 14 mars : Jean-Marc Singier, compositeur français de musique contemporaine.
- 17 mars : Norbert Walter Peters, compositeur allemand.
- 19 mars : Pascale Criton, musicologue et compositrice française.
- 21 mars : Gilles Raynal, compositeur et chef d'orchestre français.
- 24 mars : René Wohlhauser, compositeur suisse.
- 27 mars : Thierry Lancino, compositeur français.
- 3 avril : Elisabetta Brusa, compositrice italienne.
- 24 avril : Thomas Jennefelt, compositeur suédois.
- 28 avril : Michael Daugherty, compositeur, pianiste et professeur américain.
- 29 avril : Masaaki Suzuki, chef d'orchestre, organiste et claveciniste japonais.
- 11 mai : Judith Weir, compositrice britannique.
- 18 mai : Jaques Morelenbaum, violoncelliste, arrangeur, chef d'orchestre, producteur et compositeur brésilien.
- 23 mai : Paolo Olmi, musicien et chef d'orchestre italien.
- 28 mai : Youri Egorov, pianiste († 16 avril 1988).
- 29 mai : Elisabeth von Magnus, chanteuse autrichienne.
- 30 mai : Marco Tutino, compositeur et chef d'orchestre italien.
- 31 mai : Anders Hillborg, compositeur suédois.
- 5 juin : Vytautas Miškinis, compositeur Lituanien.
- 10 juin : Serge Arcuri, compositeur canadien († 27 juin 2024).
- 14 juin : Yosif Feigelson, violoncelliste letton.
- 22 juin : Joseph-François Kremer, compositeur français.
- 26 juin : Dominique Preschez, écrivain et compositeur français († 25 avril 2021).
- 29 juin : Marcello Viotti, chef d'orchestre suisse († 16 février 2005).
- 8 juillet: Ge Gan-Ru, violoniste et compositeur né en chine, naturalisé américain
- 6 juillet : Anders Nilsson, compositeur suédois.
- 11 juillet : Nancy Allen, harpiste et pédagogue américaine.
- 13 juillet : Roberto Aussel, guitariste et professeur de guitare classique argentin.
- 17 juillet : Nicola Scardicchio, compositeur et chef d'orchestre italien.
- 18 juillet : Tobias Picker, compositeur américain.
- 27 juillet : Xavier le Masne, compositeur français.
- 22 août : Gary Kulesha, pianiste et compositeur canadien.
- 29 août : Alain Lompech, journaliste, critique musical, écrivain et homme de radio français.
- 30 août : Marc-Olivier Dupin, compositeur français.
- 7 septembre : Sergio Rendine, compositeur italien († 21 avril 2023).
- 16 septembre : Endre Hegedűs, pianiste hongrois.
- 17 septembre : Joël-François Durand, compositeur français.
- 1er octobre : Ronald Brautigam, pianiste et pianofortiste néerlandais.
- 8 octobre : Carl Vine, compositeur australien
- 5 novembre : Geoffrey Tozer, pianiste australien († 21 août 2009).
- 16 novembre : Donald Runnicles, chef d'orchestre britannique.
- 23 novembre : Martin Haselböck, organiste autrichien.
- 25 novembre : Adam Pounds, compositeur, chef d'orchestre et chef de chœur britannique.
- 6 décembre : Beat Furrer, compositeur suisse.
- 7 décembre : 
  - Francesco Nicolosi, pianiste italien.
  - Mohammad Shams, compositeur et chef d'orchestre iranien.
- 15 décembre : Patrick Bismuth, violoniste français.
- 16 décembre : Marco Frisina, compositeur, chef d'orchestre et prêtre italien.
- 26 décembre : Patrick Fournillier, chef d'orchestre français.
- 30 décembre : Roberto Abbado, chef d'orchestre italien.
- 31 décembre : Sylvie Bodorová, compositrice tchèque.

### Date indéterminée
- Gérard Abiton, guitariste classique français.
- Alfredo Aracil, compositeur espagnol.
- Paul Beier, luthiste américain.
- Julius Berger, violoncelliste allemand.
- Philippe Boivin, compositeur français.
- Gérard Buquet, tubiste, chef d'orchestre et compositeur français.
- Jean-Pierre Deleuze, compositeur belge.
- Jean-Louis Haguenauer, pianiste classique français.
- Peter Kooy, chanteur (voix de basse) néerlandais.
- Michel Michalakakos, altiste français.
- John Musto, pianiste et compositeur américain.
- Douglas Weiland, compositeur anglais.

## Décès

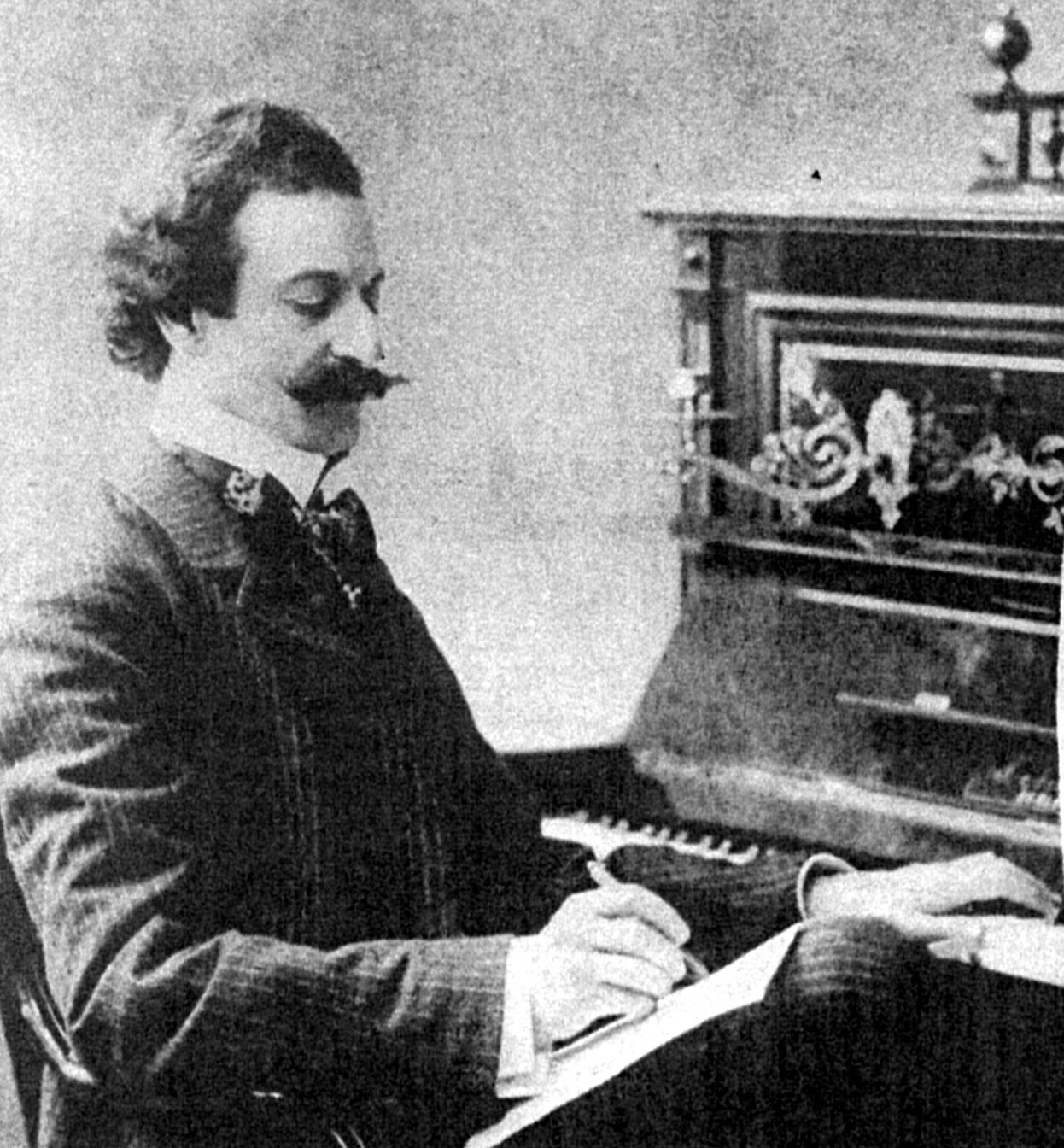
Oscar Straus

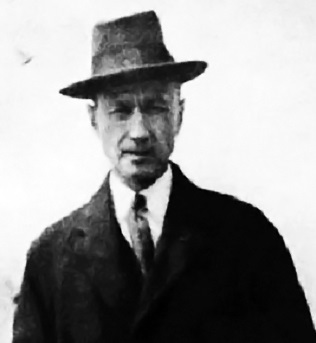
Charles Ives

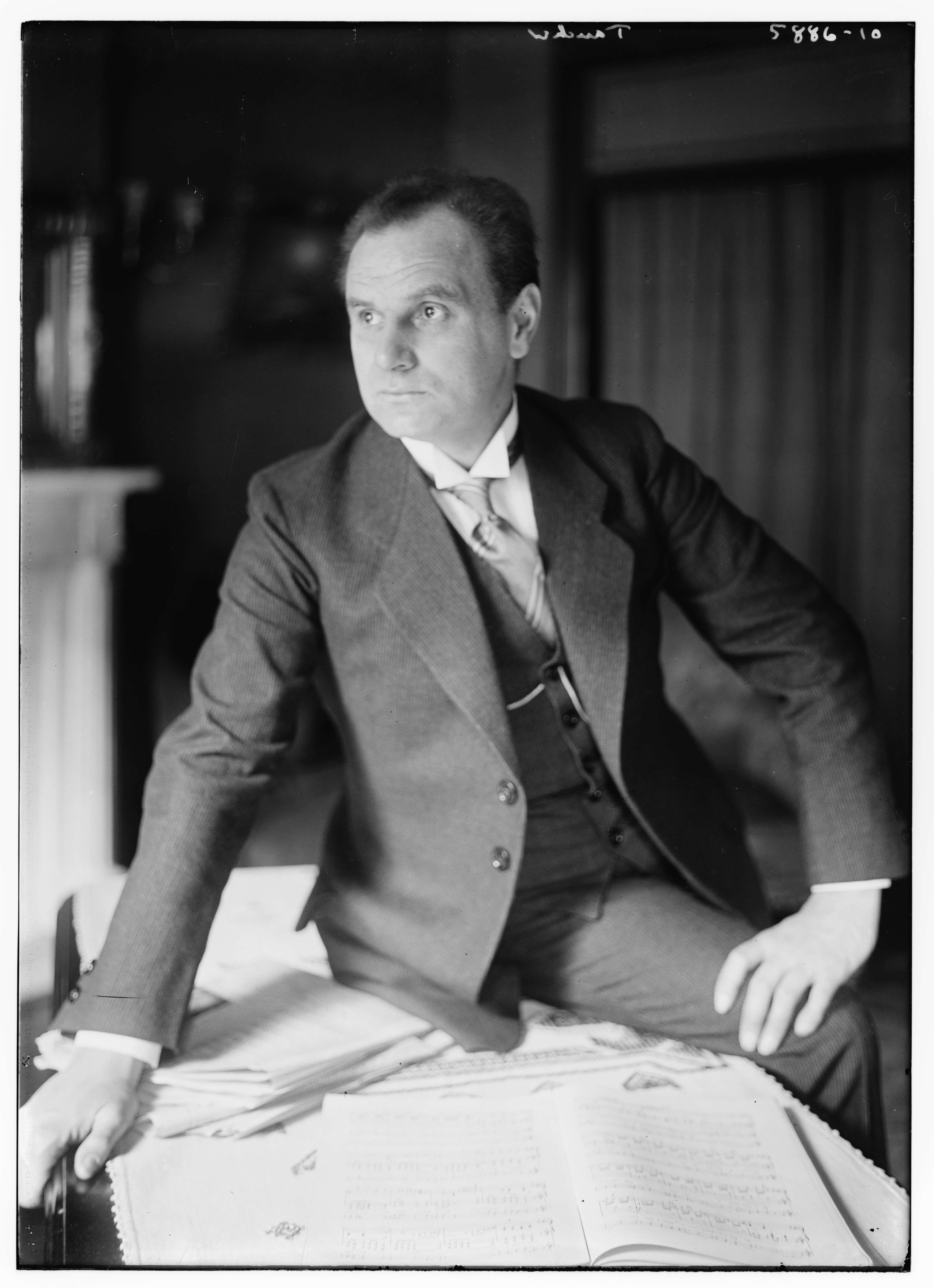
Curt Taucher

- 10 janvier : Fred Raymond, compositeur autrichien (° 20 avril 1900).
- 11 janvier : Oscar Straus, compositeur autrichien (° 6 mars 1870).
- 27 janvier : Paul-Marie Masson, musicologue, professeur de musique et compositeur français (° 19 septembre 1882).
- 5 février : Vittorio Gnecchi, compositeur italien (° 17 juillet 1876).
- 4 mars : Fanny Flodin-Gustavson, pianiste et professeur de piano finlandaise (° 31 janvier 1868).
- 19 mars : Walter Braunfels, professeur de musique, compositeur et pianiste allemand (° 19 décembre 1882).
- 5 avril : Claude Delvincourt, pianiste et compositeur français (° 12 janvier 1888).
- 15 avril : Feliks Wrobel, compositeur polonais (° 15 mai 1894).
- 27 avril : Torsten Ralf, ténor suédois (° 2 janvier 1901).
- 16 mai : Clemens Krauss, chef d'orchestre autrichien (° 31 mars 1893).
- 19 mai : Charles Ives, compositeur américain (° 20 octobre 1874).
- 22 mai : Léon Manière, chef d'orchestre et compositeur français (° 19 février 1885).
- 23 mai : Marius Lambert, compositeur français (° 18 juillet 1868).
- 28 mai : Achille Longo, compositeur italien (° 28 mars 1900).
- 30 mai : Anna El-Tour, chanteuse et pédagogue française née russe (° 4 juin 1886).
- 10 juin : Léonce de Saint-Martin, organiste et compositeur français (° 31 octobre 1886).
- 13 juin : Nicolas Oboukhov, compositeur russe moderniste et mystique (° 22 avril 1892).
- 27 juin : Francis Casadesus, compositeur, chef d'orchestre et pédagogue français (° 2 décembre 1870).
- 29 juin : H. Maurice Jacquet, compositeur et chef d'orchestre français (° 18 mars 1886).
- 19 juillet : Jean Roger-Ducasse, compositeur français (° 18 avril 1873).
- 27 juillet : Diran Alexanian, violoncelliste et pédagogue arménien (° 2 avril 1881).
- 6 août : Fernande Decruck, compositrice française (° 25 décembre 1896).
- 7 août : Curt Taucher, ténor d'opéra allemand (° 25 octobre 1885).
- 8 août : Gino Tagliapietra, pianiste et compositeur italien (° 30 mai 1887).
- 13 août : Hermann Wolfgang von Waltershausen, compositeur, chef d'orchestre et critique musical allemand (° 12 octobre 1882).
- 24 août : Robert Talbot, violoniste, compositeur et chef d’orchestre canadien (° 2 décembre 1893).
- 10 septembre : Peter Anders, ténor allemand (° 1er juillet 1908).
- 11 septembre : Licinio Refice, homme d'église et compositeur italien (° 12 février 1883).
- 19 septembre : Tibor Harsányi, compositeur français d’origine hongroise (° 27 juin 1898).
- 5 octobre : 
  - Flor Alpaerts, compositeur belge (° 12 septembre 1876).
  - Rose Féart, cantatrice et professeur de chant franco-suisse (° 26 mars 1878).
- 6 octobre : Hakon Børresen, compositeur danois (° 2 juin 1876).
- 22 octobre : André Cœdès-Mongin, organiste et compositeur française (° 6 mars 1871).
- 27 octobre : Franco Alfano, compositeur italien (° 8 mars 1875).
- 8 novembre : Alberto Gentili, musicologue et compositeur italien (° 4 février 1873).
- 11 novembre : J. Rosamond Johnson, compositeur américain (° 11 août 1873).
- 21 novembre : Karol Rathaus, compositeur polonais (° 16 septembre 1895).
- 30 novembre : Wilhelm Furtwängler, chef d'orchestre allemand (° 25 janvier 1886).
- 14 décembre : Sergueï Protopopov, compositeur russe (° 2 avril 1893).

### Date indéterminée
- Joseph Jemain, organiste, chef d'orchestre et compositeur français (° 27 février 1864).
- Juliette Simon-Girard, soprano française (° 8 mai 1859).